# Paul Abarbanell
Paul Abarbanell (geboren 18. Februar 1851 in Berlin; gestorben 17. September 1919 ebenda) war ein deutscher Bühnen-Kapellmeister.

## Leben und Wirken
Abarbanell stammte aus einer bedeutenden sephardischen Familie und war seit 1890 am Residenztheater in Berlin als Kapellmeister und Musikdirektor tätig.
Verheiratet war er mit Marie Abarbanel geb. Abrahamsohn. Ihre Tochter Lina Abarbanell wurde Opernsängerin und Schauspielerin.